# 867 هـ
867 هـ هي سنة في التقويم الهجري امتدت مقابلةً في التقويم الميلادي بين سنتي 1462 و1463.

## وفيات
- ابن العماد الأقفهسي الابن